# 阿贝数

阿貝圖描繪出不同玻璃的折射率範圍和阿貝數的關係（紅點）。玻璃使用肖特集團的文字-數字代碼反應出它們在圖中被分類的位置和結構。

阿贝数（英語：Abbe number），是德国物理学家恩斯特·阿贝发明的物理学数，也称“V－数”，用来衡量介质的光线色散程度。原本用在衡量光學玻璃性質，其它透明材質例如眼鏡鏡片常用的聚酯樹脂與聚碳酸酯等亦可適用。
介质的阿贝数Vd通用的的定义是：
{\displaystyle V_{d}={\frac {n_{d}-1}{n_{F}-n_{C}}}} 。
其中nd，nF和nC分别是物质在夫琅禾费光谱d、F和C（氦黄线587.56纳米、氢蓝线486.1纳米和氢红线656.3纳米）的折射率。nF-nC是主色。
还有用汞绿线（546.07纳米）测定的折射率中ne计算的阿贝数Ve：
{\displaystyle V_{e}={\frac {n_{e}-1}{n_{F}-n_{C}}}}
光线色散程度越大阿贝数越小，反之光线色散程度越小阿贝数越大。光学玻璃的两个重要参数是折射率和阿贝数。肖特玻璃目录中光学玻璃的阿贝数界于20-90之间。
冕牌玻璃和燧石玻璃的分界：
- 折射率≥1.6：
  - V≥50：冕牌玻璃
  - V＜50：燧石玻璃
- 折射率＜1.6：
  - V≥55：冕牌玻璃
  - V＜55：燧石玻璃

国际玻璃码小数点前头三位数字代表折射率nd小数点后头三位数。下三位数字代表阿贝数Vd头三位数，不计小数点。